# Ski alpin aux Jeux olympiques de 2014
Navigation
Vancouver 2010 Pyeongchang 2018
Les dix épreuves de ski alpin aux Jeux olympiques d'hiver de 2014 ont lieu du 9 au 22 février 2014 dans la station Rosa Khutor à Krasnaïa Poliana en Russie.

## Calendrier des compétitions
Le tableau ci-dessous montre le calendrier des dix épreuves de ski alpin.
| Calendrier des épreuves de ski alpin | Calendrier des épreuves de ski alpin | Calendrier des épreuves de ski alpin | Calendrier des épreuves de ski alpin | Calendrier des épreuves de ski alpin | Calendrier des épreuves de ski alpin | Calendrier des épreuves de ski alpin | Calendrier des épreuves de ski alpin | Calendrier des épreuves de ski alpin | Calendrier des épreuves de ski alpin | Calendrier des épreuves de ski alpin | Calendrier des épreuves de ski alpin | Calendrier des épreuves de ski alpin | Calendrier des épreuves de ski alpin | Calendrier des épreuves de ski alpin | Calendrier des épreuves de ski alpin | Calendrier des épreuves de ski alpin | Calendrier des épreuves de ski alpin | Calendrier des épreuves de ski alpin | Calendrier des épreuves de ski alpin |
| Février 2014                         | Février 2014                         | 6                                    | 7                                    | 8                                    | 9                                    | 10                                   | 11                                   | 12                                   | 13                                   | 14                                   | 15                                   | 16                                   | 17                                   | 18                                   | 19                                   | 20                                   | 21                                   | 22                                   | 23                                   |
| ------------------------------------ | ------------------------------------ | ------------------------------------ | ------------------------------------ | ------------------------------------ | ------------------------------------ | ------------------------------------ | ------------------------------------ | ------------------------------------ | ------------------------------------ | ------------------------------------ | ------------------------------------ | ------------------------------------ | ------------------------------------ | ------------------------------------ | ------------------------------------ | ------------------------------------ | ------------------------------------ | ------------------------------------ | ------------------------------------ |
| Hommes                               | Descente                             |                                      |                                      |                                      |                                      |                                      |                                      |                                      |                                      |                                      |                                      |                                      |                                      |                                      |                                      |                                      |                                      |                                      |                                      |
| Hommes                               | Slalom                               |                                      |                                      |                                      |                                      |                                      |                                      |                                      |                                      |                                      |                                      |                                      |                                      |                                      |                                      |                                      |                                      |                                      |                                      |
| Hommes                               | Slalom géant                         |                                      |                                      |                                      |                                      |                                      |                                      |                                      |                                      |                                      |                                      |                                      |                                      |                                      |                                      |                                      |                                      |                                      |                                      |
| Hommes                               | Super-combiné                        |                                      |                                      |                                      |                                      |                                      |                                      |                                      |                                      |                                      |                                      |                                      |                                      |                                      |                                      |                                      |                                      |                                      |                                      |
| Hommes                               | Super-G                              |                                      |                                      |                                      |                                      |                                      |                                      |                                      |                                      |                                      |                                      |                                      |                                      |                                      |                                      |                                      |                                      |                                      |                                      |
| Femmes                               | Descente                             |                                      |                                      |                                      |                                      |                                      |                                      |                                      |                                      |                                      |                                      |                                      |                                      |                                      |                                      |                                      |                                      |                                      |                                      |
| Femmes                               | Slalom                               |                                      |                                      |                                      |                                      |                                      |                                      |                                      |                                      |                                      |                                      |                                      |                                      |                                      |                                      |                                      |                                      |                                      |                                      |
| Femmes                               | Slalom géant                         |                                      |                                      |                                      |                                      |                                      |                                      |                                      |                                      |                                      |                                      |                                      |                                      |                                      |                                      |                                      |                                      |                                      |                                      |
| Femmes                               | Super-combiné                        |                                      |                                      |                                      |                                      |                                      |                                      |                                      |                                      |                                      |                                      |                                      |                                      |                                      |                                      |                                      |                                      |                                      |                                      |
| Femmes                               | Super-G                              |                                      |                                      |                                      |                                      |                                      |                                      |                                      |                                      |                                      |                                      |                                      |                                      |                                      |                                      |                                      |                                      |                                      |                                      |

|  | Report de l'épreuve |
|  | Jour de l'épreuve   |

## Résultats

### Hommes
| Épreuve                           | Or                   | Or            | Argent                    | Argent        | Bronze                     | Bronze        |
| --------------------------------- | -------------------- | ------------- | ------------------------- | ------------- | -------------------------- | ------------- |
| Descente résultats détaillés      | Matthias Mayer (AUT) | 2 min 6 s 23  | Christof Innerhofer (ITA) | 2 min 6 s 29  | Kjetil Jansrud (NOR)       | 2 min 6 s 33  |
| Super G résultats détaillés       | Kjetil Jansrud (NOR) | 1 min 18 s 14 | Andrew Weibrecht (USA)    | 1 min 18 s 44 | Jan Hudec (CAN)            | 1 min 18 s 67 |
| Super G résultats détaillés       | Kjetil Jansrud (NOR) | 1 min 18 s 14 | Andrew Weibrecht (USA)    | 1 min 18 s 44 | Bode Miller (USA)          | 1 min 18 s 67 |
| Slalom géant résultats détaillés  | Ted Ligety (USA)     | 2 min 45 s 29 | Steve Missillier (FRA)    | 2 min 45 s 77 | Alexis Pinturault (FRA)    | 2 min 45 s 93 |
| Slalom résultats détaillés        | Mario Matt (AUT)     | 1 min 41 s 84 | Marcel Hirscher (AUT)     | 1 min 42 s 12 | Henrik Kristoffersen (NOR) | 1 min 42 s 67 |
| Super combiné résultats détaillés | Sandro Viletta (SUI) | 2 min 45 s 20 | Ivica Kostelić (CRO)      | 2 min 45 s 54 | Christof Innerhofer (ITA)  | 2 min 45 s 67 |

### Femmes
| Épreuve                           | Or                      | Or            | Argent                  | Argent        | Bronze                    | Bronze        |
| --------------------------------- | ----------------------- | ------------- | ----------------------- | ------------- | ------------------------- | ------------- |
| Descente résultats détaillés      | Tina Maze (SLO)         | 1 min 41 s 57 | -                       | -             | Lara Gut (SUI)            | 1 min 41 s 67 |
| Descente résultats détaillés      | Dominique Gisin (SUI)   | 1 min 41 s 57 | -                       | -             | Lara Gut (SUI)            | 1 min 41 s 67 |
| Super G résultats détaillés       | Anna Fenninger (AUT)    | 1 min 25 s 52 | Maria Höfl-Riesch (GER) | 1 min 26 s 07 | Nicole Hosp (AUT)         | 1 min 26 s 18 |
| Slalom géant résultats détaillés  | Tina Maze (SLO)         | 2 min 36 s 87 | Anna Fenninger (AUT)    | 2 min 36 s 94 | Viktoria Rebensburg (GER) | 2 min 37 s 14 |
| Slalom résultats détaillés        | Mikaela Shiffrin (USA)  | 1 min 44 s 54 | Marlies Schild (AUT)    | 1 min 45 s 07 | Kathrin Zettel (AUT)      | 1 min 45 s 35 |
| Super combiné résultats détaillés | Maria Höfl-Riesch (GER) | 2 min 34 s 62 | Nicole Hosp (AUT)       | 2 min 35 s 02 | Julia Mancuso (USA)       | 2 min 35 s 15 |

## Qualification

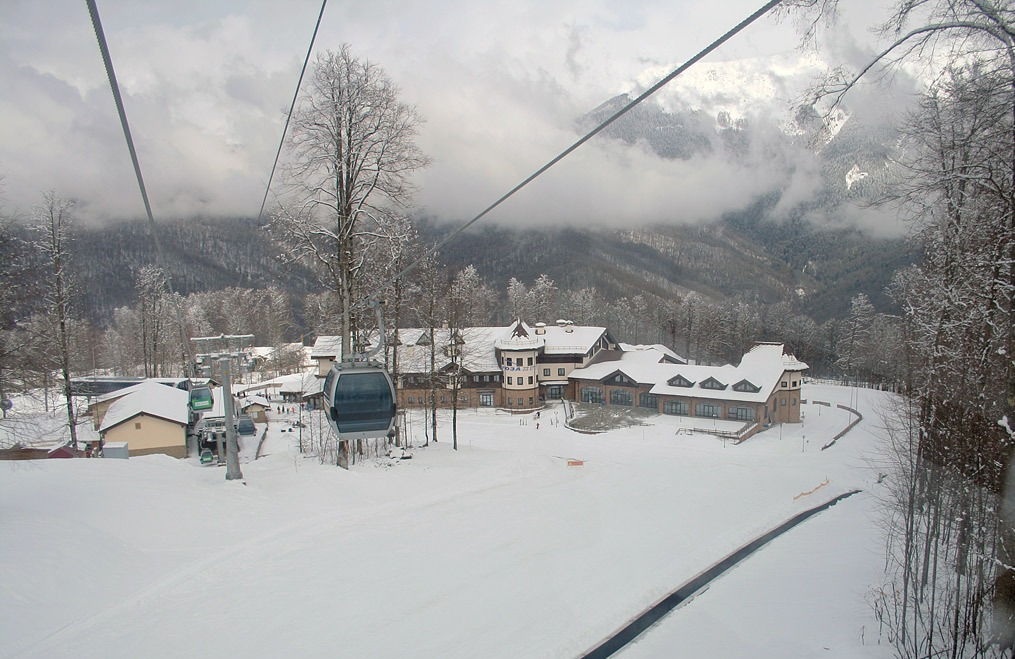
Le site olympique pour le ski alpin, la station Rosa Khutor.

Un total de 320 places est disponible pour les skieurs qui veulent participer aux Jeux olympiques. Un maximum de 22 athlètes peuvent être inscrits par un comité national olympique, avec un maximum de 14 hommes ou 14 femmes. Il existe deux normes de qualification : une norme A et une norme B.

## Tableau des médailles
| Rang  | Nation     | Or | Argent | Bronze | Total |
| ----- | ---------- | -- | ------ | ------ | ----- |
| 1     | Autriche   | 3  | 4      | 2      | 9     |
| 2     | États-Unis | 2  | 1      | 2      | 5     |
| 3     | Suisse     | 2  | 0      | 1      | 3     |
| 4     | Slovénie   | 2  | 0      | 0      | 2     |
| 5     | Allemagne  | 1  | 1      | 1      | 3     |
| 6     | Norvège    | 1  | 0      | 2      | 3     |
| 7     | France     | 0  | 1      | 1      | 2     |
| -     | Italie     | 0  | 1      | 1      | 2     |
| 9     | Croatie    | 0  | 1      | 0      | 1     |
| 10    | Canada     | 0  | 0      | 1      | 1     |
| Total | Total      | 11 | 9      | 11     | 31    |